# Arquitetura do Sahel Ocidental

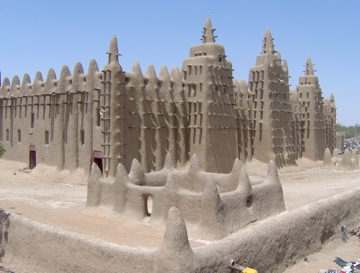
Mesquita de Jené, Mali

A arquitetura sudano-saheliana é um estilo arquitetônico vernacular, de comunidades africanas da região do Sudão-Sahel, que utiliza em suas construções tijolos à base de barro e revestimento de gesso de adobe com acabamento liso e esculpido. Em edifícios altos são usados vigas de madeira aparente, que são usados como andaimes em períodos de reforma. Um exemplo desta arquitetura é a Mesquita de Jené, no Mali.

## História
A primeira evidência da utilização deste estilo de arquitetura surgiu em Jenné-Jeno, por volta de 250 a.C. Com o passar dos milênios, tribos e comunidades nômades do cinturão Sahel, por viverem em um clima semiárido e com terra em abundância, utilizavam blocos de barro moldados a mão para a construção das casas, e palha para o telhado e isolamento. Quando as comunidades passaram a mudar o estilo de vida nômade para estilo de vida fixa, as construções se aperfeiçoaram e começaram a utilizar tijolos de barro, gesso de adobe e grandes vigas de apoio de madeira que ficavam aparentes na fachada em edifícios grandes. Mas como essa metodologia leva mais tempo, precisa de mais mão-de-obra e tem um custo maior, a nova metodologia ficou quase que exclusivo para mesquitas, palácios, casas de nobres e moradores da cidade. As famílias da zona rural continuavam a construir suas casas de forma tradicional e rústica, utilizando blocos de barro e palha, mas aperfeiçoando ao utilizar um verniz feito com frutas nere para impermeabilizar as paredes. As portas e janelas das residências rurais são pequenas e alguns telhados possuem formato de cone, outros possuem cobertura plana.

## Subestilos
A arquitetura sudano-saheliana é dividida em quatro subestilos, que se diferenciam por grupos étnicos.
- Estilo maliano — estilo arquitetônico utilizado pelo grupo étnico de mandes do sul e do Mali central. Este estilo pode ser observado na Mesquita de Jené na Mesquita de Cani-Combole.[2]
- Estilo Fortress — estilo arquitetônico utilizado pelos grupo étnicos Zarma, hauçá-fula, tuaregues, canúris, songais e comunidades mistas árabes em Agadèz. Os muros construídos ao redor de um pátio central recebem uma arquitetura em estilo militar. Este estilo podem ser observado na Mesquita de Sancoré de Tombuctu, no Túmulo de Ásquia e na Mesquita de Agadèz.[2]
- Estilo Tubali — Tem como característica os detalhes de estuque em desenho abstrato e uso de parapeitos. Este estilo pode ser observado na Mesquita Yamma.[2]
- Estilo Bacia do Volta — estilo arquitetônico utilizado pelo grupo étnico de Gur e Manden de Burquina Fasso. Tem como característica um pátio único cercado por paredes altas pintadas de branco e preto, com torres curvadas para dentro e uma torre maior perto do centro. Este estilo pode ser observado na Mesquita Larabanga e na Grande Mesquita Bobo-Dioulasso.[2]

Galeria de fotos
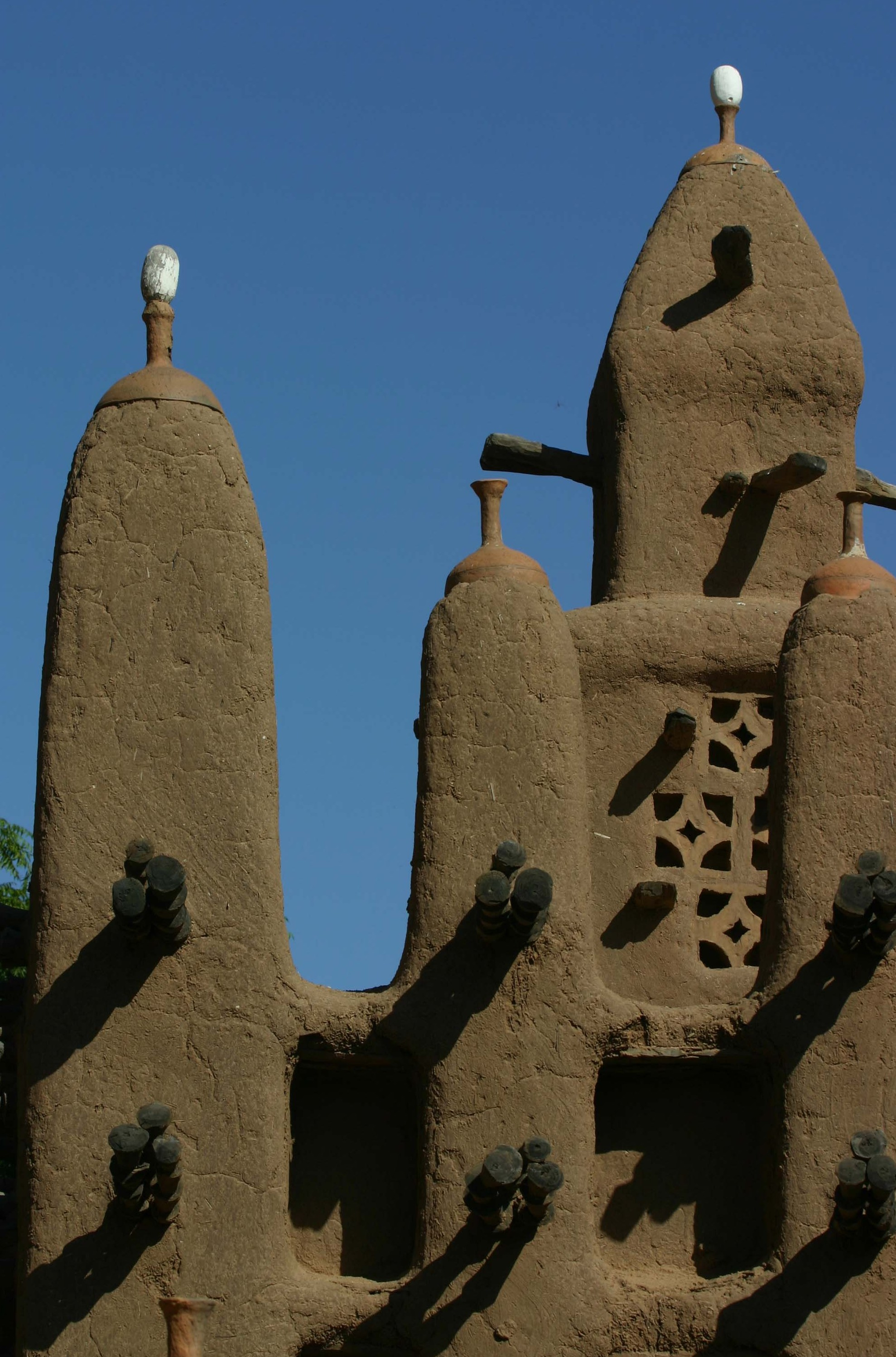
Mesquita Kani-Kombole; estilo Mali
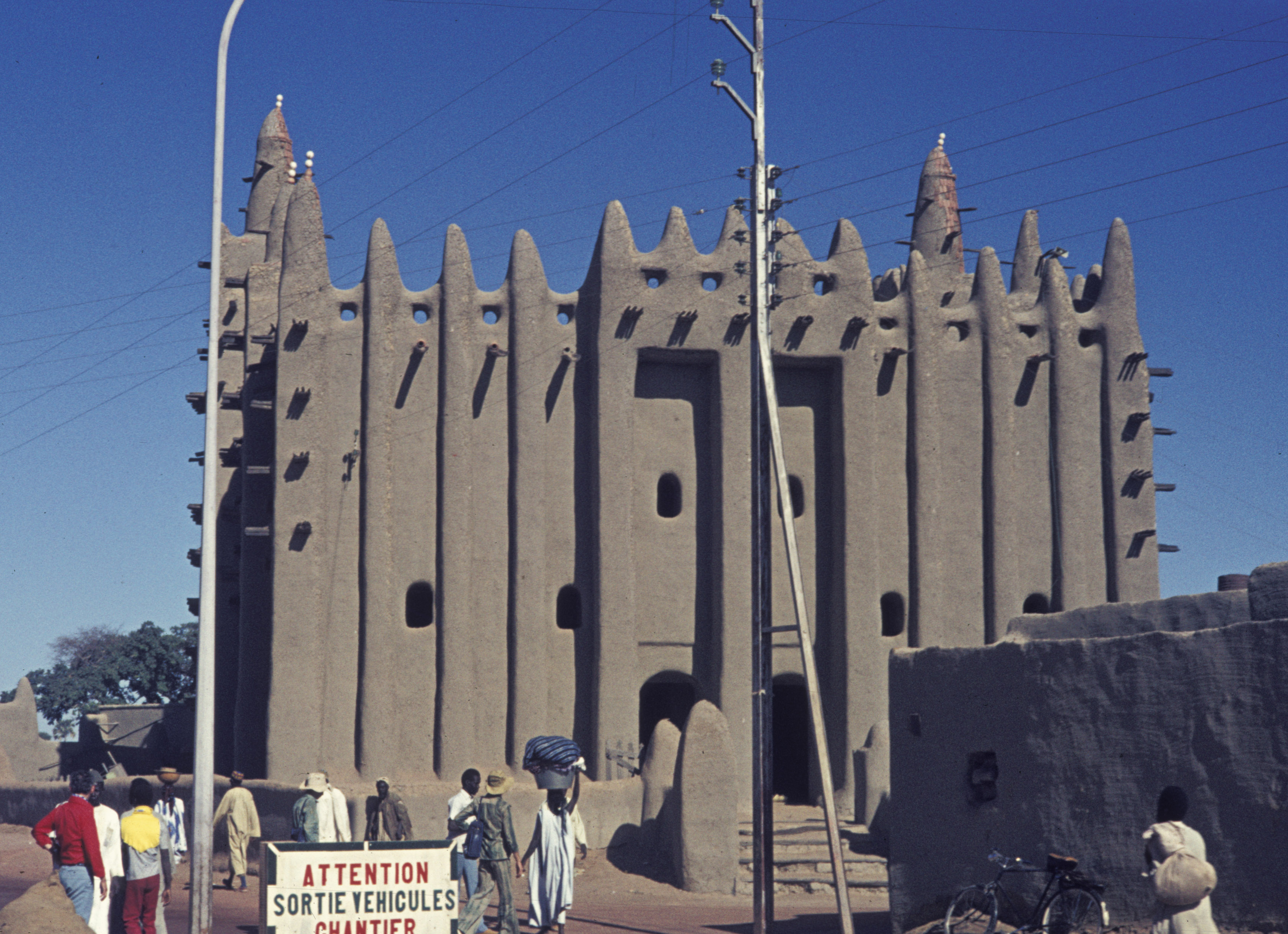
Estilo Mali.
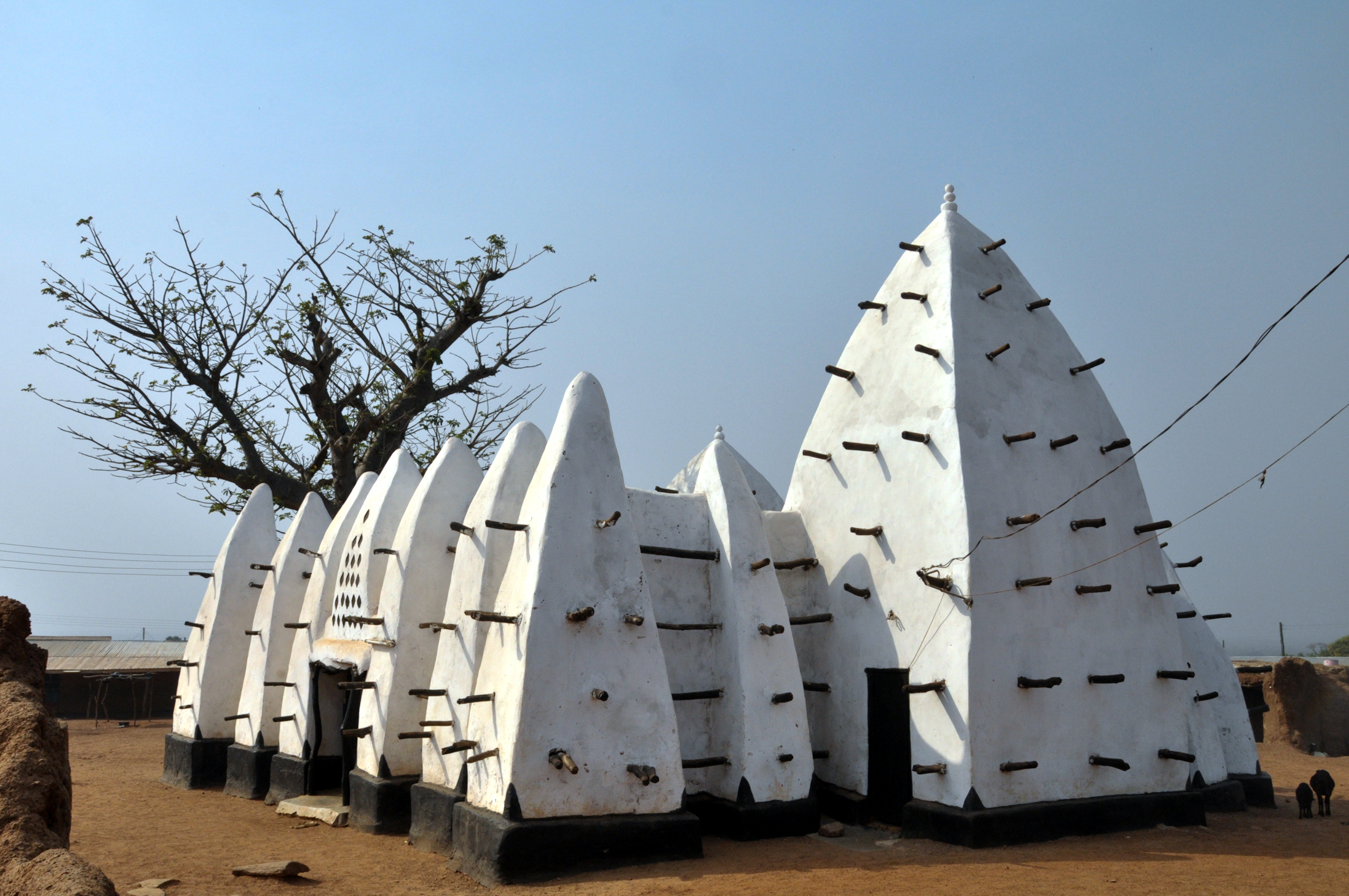
Mesquita de Larabanga; estilo Bacia do Volta
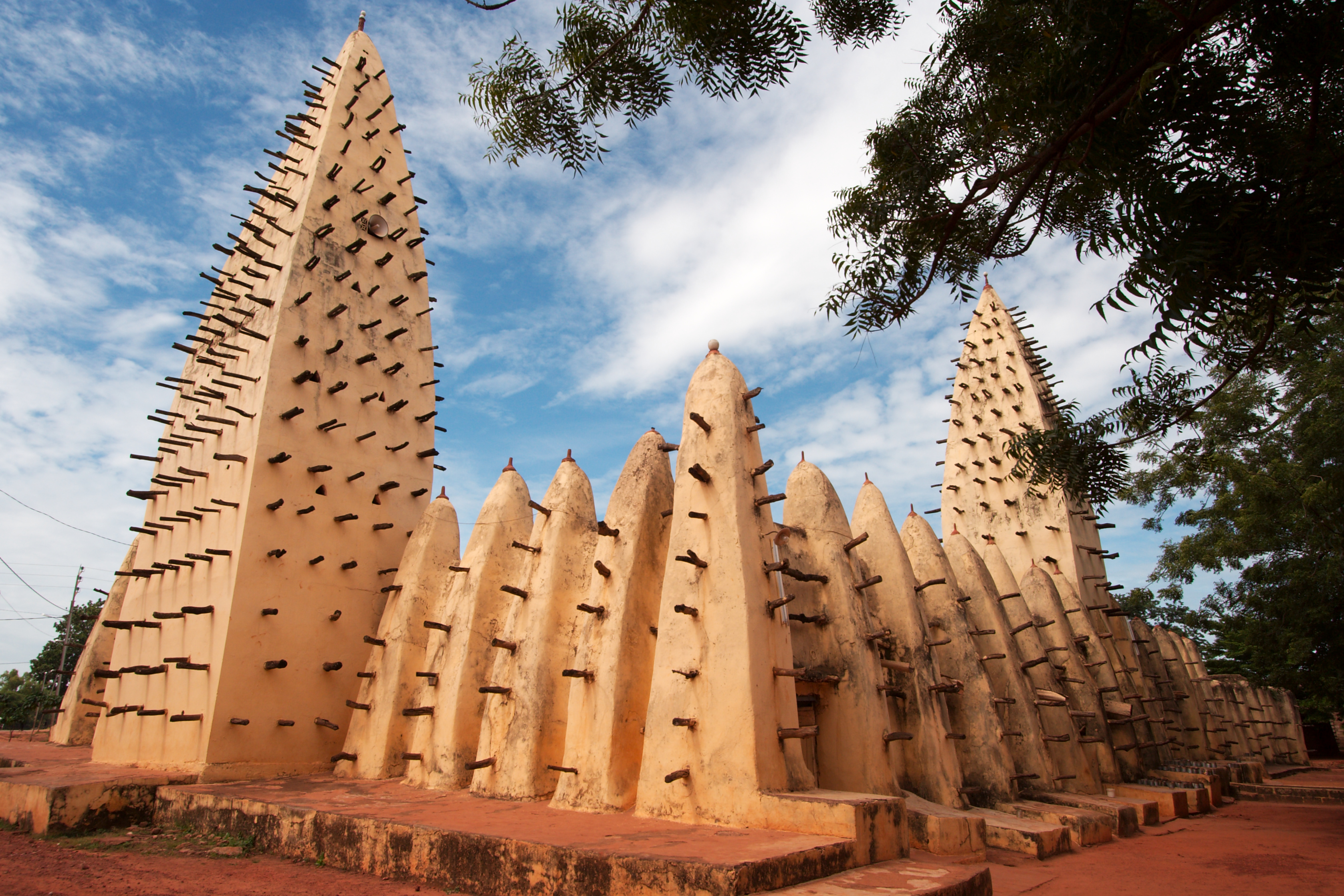
Mesquita Bobo-Dioulasso; estilo Bacia do Volta
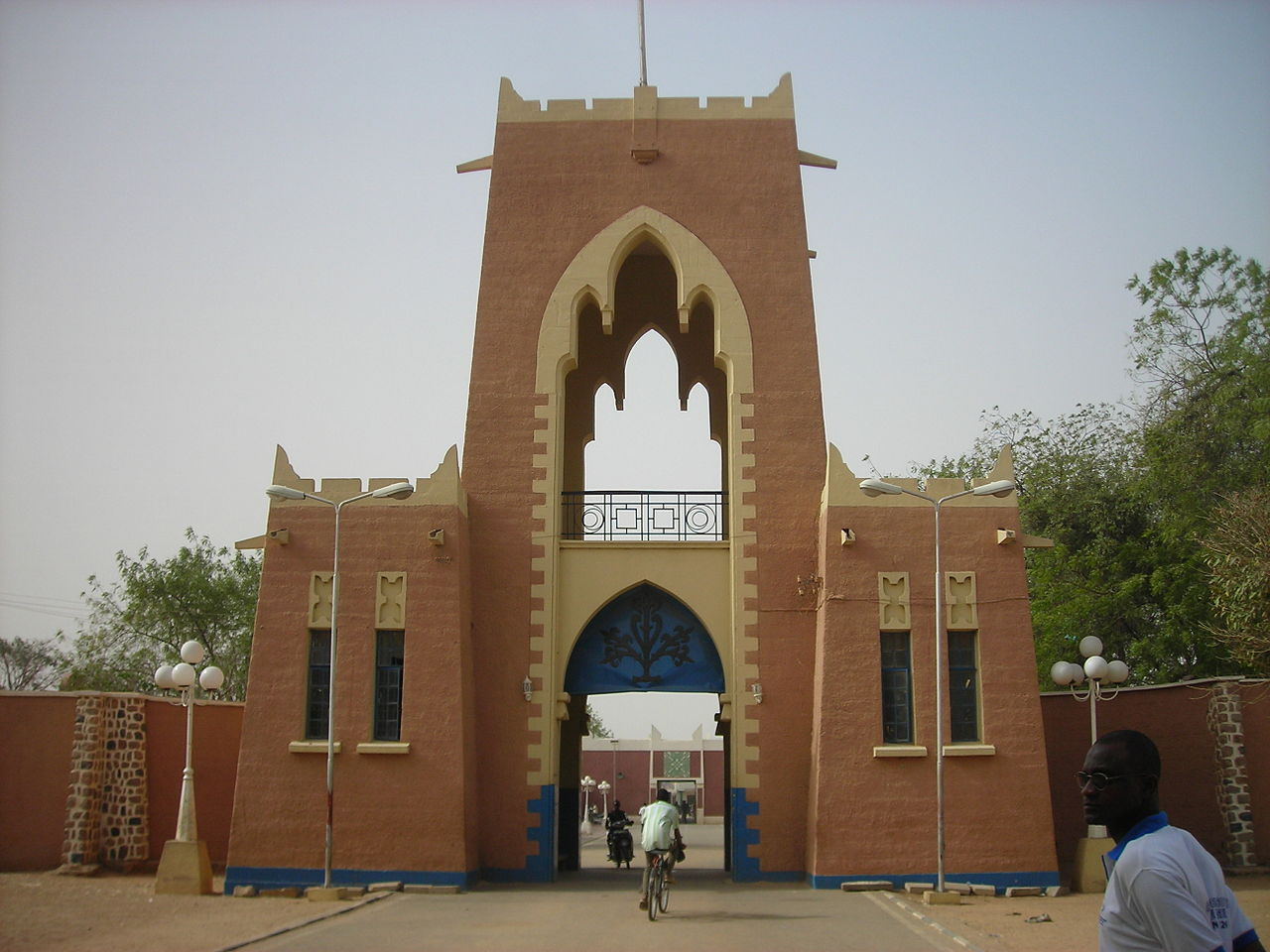
Gidan Rumfa; estilo Tubali
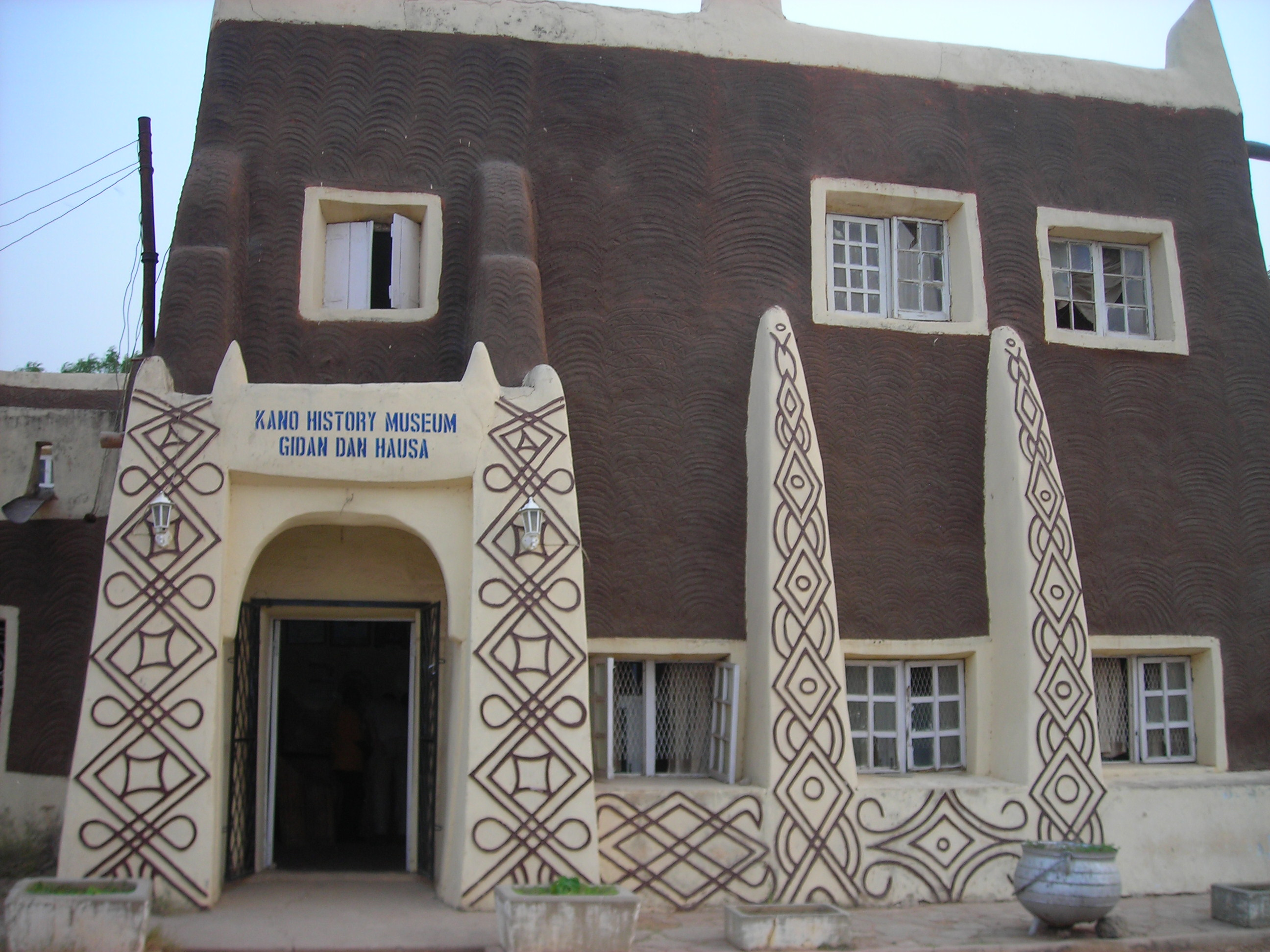
Museu de Kano; estilo Tubali
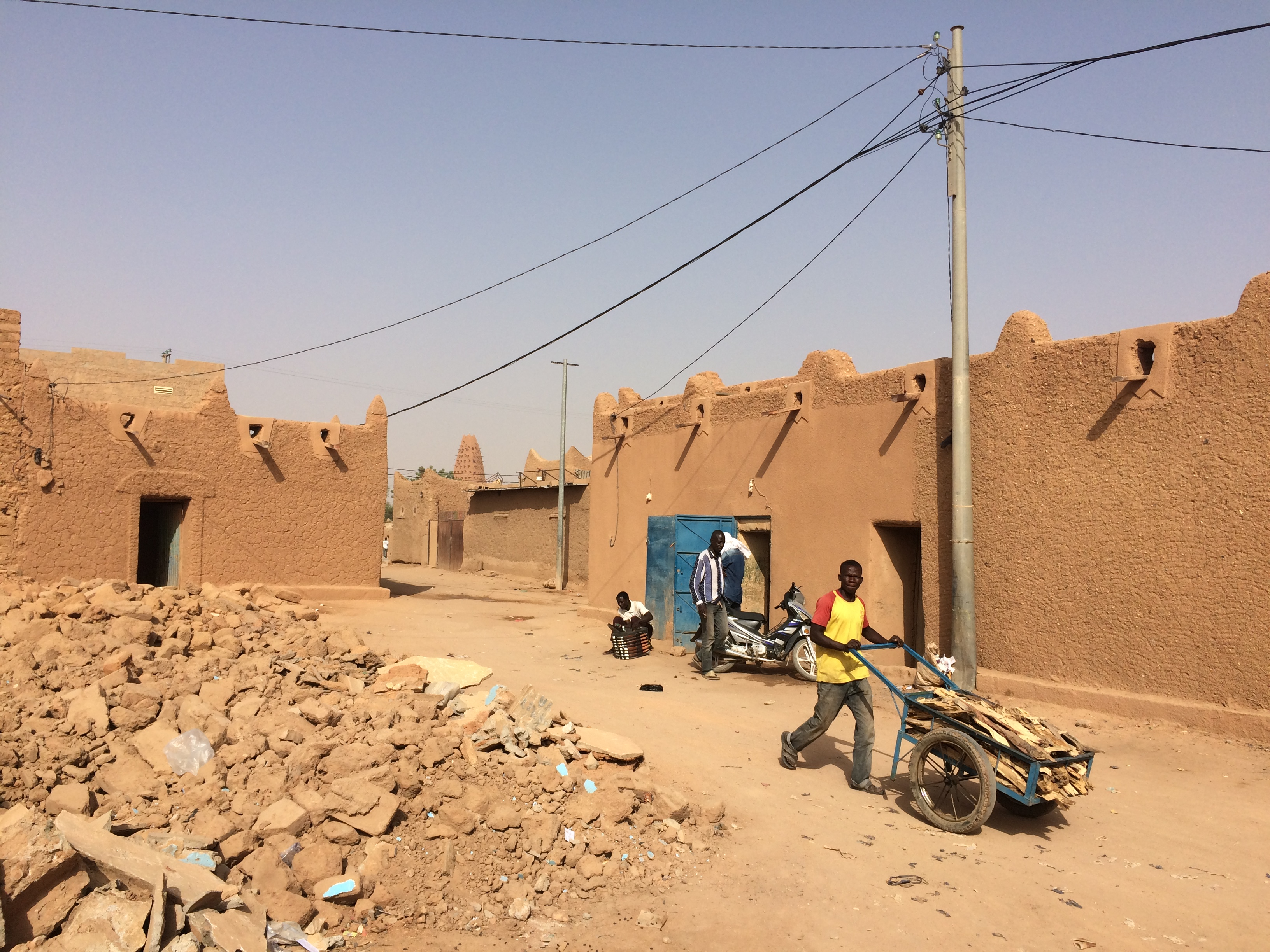
Agadèz; estilo Fortaleza
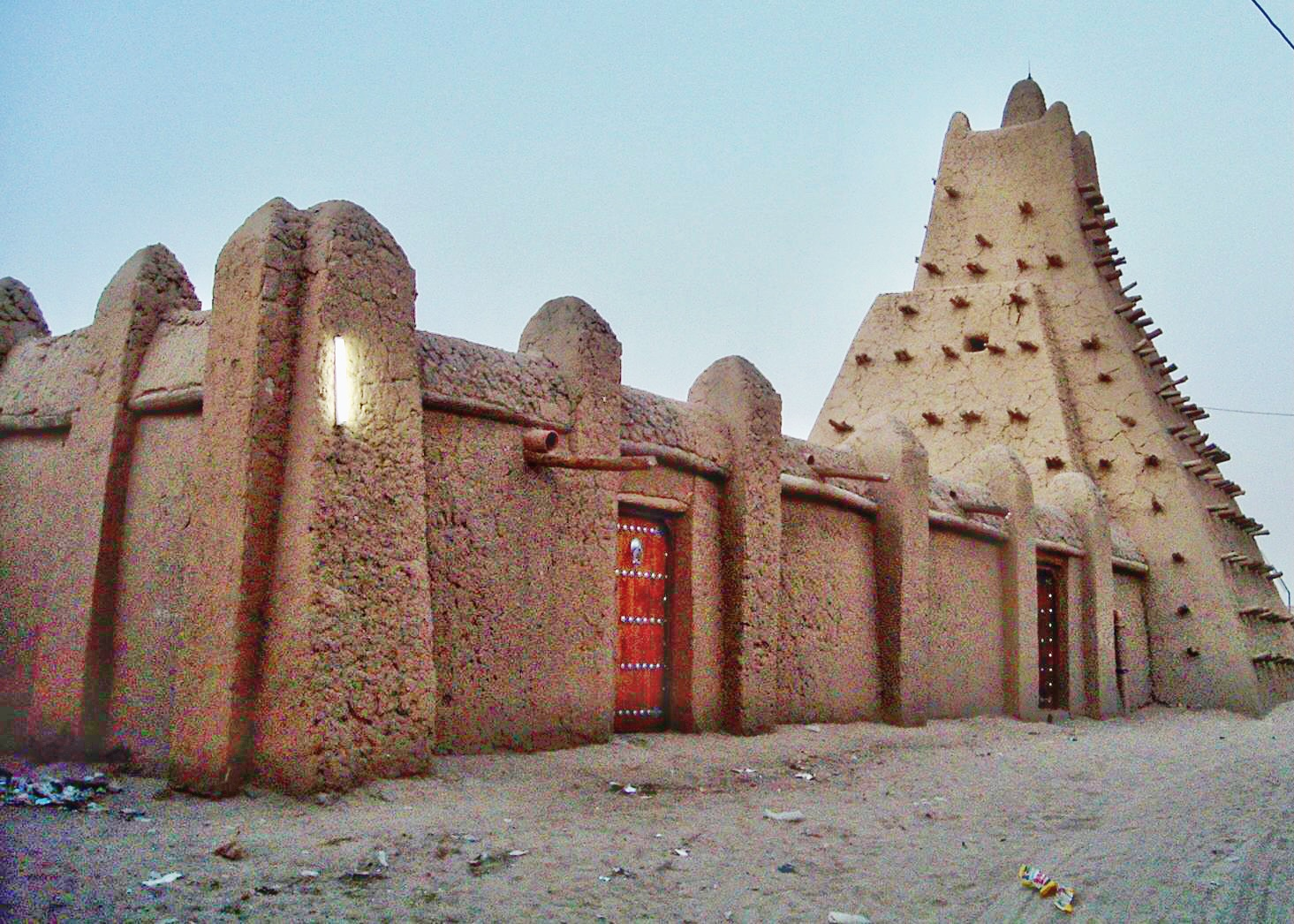
Mesquita Sancoré; estilo Fortaleza